# Wasilisa Marzaluk
Wasilisa Alaksandrauna Marzaluk (błr. Васіліса Аляксандраўна Марзалюк, ros. Василиса Александровна Марзалюк; ur. 23 czerwca 1987) – białoruska zapaśniczka walcząca w stylu wolnym. Trzykrotna olimpijka. Piąta w Londynie 2012 w wadze 72 kg i Rio de Janeiro 2016 w kategorii 75 kg. Dziewiąta w Tokio 2020 w kategorii 76 kg.
Czterokrotna medalistka mistrzostw świata w latach 2011 - 2017. Pięciokrotna medalistka mistrzostw Europy, srebro w 2011 i 2014. Triumfatorka igrzysk europejskich w 2015 i 2019. Trzecia w indywidualnym Pucharze Świata w 2020. Piąta w Pucharze Świata w 2007 i 2018. Mistrzyni świata juniorów i wicemistrzyni Europy w 2006 roku.

## Turniej wLondynie 2012
| Konkurencja         | Walki                  | Walki                  | Walki             | Walki               | Klas. końcowa |
| Konkurencja         | Przeciwnik I           | Repasaże I             | Repasaże II       | Repasaże III        | Miejsce       |
| ------------------- | ---------------------- | ---------------------- | ----------------- | ------------------- | ------------- |
| styl wolny do 66 kg | Stanka Złatewa (BUL) L | Jenny Fransson (SWE) W | Laure Ali (CMR) W | Maider Unda (ESP) L | V             |